# Ференц Шаш
Ференц Шаш (мађ. Ferenc Sas, изворно Ferenc Sohn, шп. Francisco "Sas" Sohn, Будимпешта, 16. август 1915 — Буенос Ајрес, 3. септембар 1988) био је професионални фудбалер који играо на позицијама везног играча за мађарски прволигашки клуб клуб МТК Хунгарија, аргентински Бока јуниорс и фудбалску репрезентацију Мађарске. Са репрезентацијом Мађарске је играо у финалу Светског првенства 1938. Са Хунгариа МТК и Бока јуниорсима освојио је државна првенства.

## Породица
Ференц Шаш је рођен као син Леополда, који је погинуо у Првом светском рату, и Розе Шон. Његови родитељи су били Јевреји. Касније је помађарио своје име, одабравши име Шаш, мађарску реч за „орао”.

## Фудбалска каријера
Као десно крило је дебитовао 1934. године са прволигашем Хунгаријом, данашњим МТК Будимпешта. Импресионирао је брзином и техничким способностима, један на један му нису били јача страна. Играо је у првом реду заједно са Палом Титкошом и Аустријанцем Хајнрихом „Вудијем“ Милером у тиму који је тренирао Алфред Шафер који је освојио првенство Мађарске 1936. и 1937. године.
У априлу 1936. Шаш је први пут играо за репрезентацију Мађарске, заједно са Јене Винцеом на десној страни терена, савладавши Аустрију са 5 : 3. Неколико дана касније у утакмици против Ирске постиже свој први гол за Мађаре. Шаш је остао део мађарске стандардне формације наредне две године.
Године 1937. био је део централноевропске селекције која је играла у Амстердаму против селекције западне Европе. У овој утакмици, коју је организовала ФИФА, он је асистенцијама Ђерђа Шарошија и Италијана Силвија Пјоле допринео са два гола победи своје селекције од 3 : 1.
Са Мађарском је 1938. учествовао на Светском првенству у Француској. После победа од 6 : 0 и 2 : 0 против Холандске Источне Индије (данашња Индонезија) и Швајцарске, Мађарска, коју је тренирао Алфред Шафер, победила је Шведску у полуфиналу са 5 : 1. Упркос подршци већине публике, у финалу Мађарска је имала мале шансе против Италије, коју су предводили Ђузепе Меаца и Силвио Пјола, вероватно два најбоља играча тог времена, и изгубила је са 2 : 4.
После Светског првенства Шаш је емигрирао у Аргентину. У децембру 1938. дебитовао је у пријатељској утакмици за ЦА Бока јуниорс. У сезони која је уследила одиграо је 24 утакмице за боку, постигао 9 голова, поделивши почасти за најбољег стрелца клуба са још два играча. Следеће сезоне освојио је првенство Аргентине. Шаш, кога су у Аргентини звалие Франциско Шон, суочио се са јаком конкуренцијом унутар тима и одиграо је само четири првенствене утакмице у тој сезони. Пријатељска утакмица у марту 1941. била је његова последња утакмица за Боку јуниорс.
Од почетка 1943. године играо је три сезоне у другој лиги за Аргентинос јуниорс. Тамо је постигао 12 голова на 72 меча. Наставио је да игра на аматерском нивоу са Макабијем из Буенос Ајреса, где је уједно био и тренер.
У Аргентини се оженио својом вереницом која га је пратила из Мађарске са којом је имао сина.

### Достигнућа
- Светско првенство у фудбалу
  - другопласирани: Француска 1938.
- Првенство Мађарске
  - шампион: 1935/36 и 1936/37.
  - трећепласирани: 1934/35, 1937/38.
- Куп Мађарске
  - финалисти: 1935.
- Првенство Аргентине
  - шампиони: 1939/40.
- Централноевропска репрезентација: 1937.